# 誘情轉駁
《誘情轉駁》（英語：Links to Temptation）是香港電視廣播有限公司拍攝製作的時裝電視劇，全劇共20集，由馬浚偉、陳法拉及蒙嘉慧領銜主演，並由黃德斌、李思捷及洪天明聯合主演，監製徐遇安。此劇為2010無綫節目精選第二季劇集之一。此劇亦為無線2010年終劇。

## 演員表

### 成家
| 演員   | 角色   | 暱稱/關係 |
| 洋     | 成立仁 | David 律師 梁桂芬之夫 成偉信、成偉業之父 熊朗荞之家翁 |
| 馬海倫 | 梁桂芬 | 成立仁之妻 成偉信、成偉業之母 熊朗荞之家姑 |
| 馬浚偉 | 成偉信 | Wilson、大Dee、好人（熊朗蕎的專稱） 律師 成立仁、梁桂芬之長子 成偉業之兄 熊朗蕎之男友，於第19集結婚 |
| 陳法拉 | 熊朗蕎 | JoJo、澳門啊婆（成偉業的專稱） 妓女，鋼管舞女郎、網絡公司街頭銷售員 成偉信之女友，於第19集結婚 成伟业之嫂 成立仁、梁桂芬之媳 被關可晴利用，假冒高永泰之女 戴美欣之好友 被高忠榮陷害 于第18集被高忠荣指使刘孝辉刺杀未遂，并被刘孝辉嫁祸为杀害关可晴的凶手 |
| 李思捷 | 成偉業 | Billy、細Dee 理賠師 成立仁、梁桂芬之幼子 成偉信之弟 熊朗荞之叔仔 關可晴之男友，後分手 |

### 關家
| 演員   | 角色   | 暱稱/關係 |
| 陳曼娜 | 關玉嫦 | 關可晴之母 高永泰前妻 患有老人癡呆症 於第16集心臟病發逝世，其骨灰被關可晴帶往澳門安放                                                                                                   |
| 蒙嘉慧 | 關可晴 | Jessie 又名高可晴 手機舖老闆 高永泰、關玉嫦之女 高忠榮同父異母之妹 劉孝輝、成偉業之女友，後分手 利用熊朗蕎、劉孝輝向高永泰報仇 于第18集被高忠荣指使劉孝輝在咖啡里放药昏迷后被其刺杀身亡 |

### 高家
| 演員   | 角色   | 暱稱/關係 |
| 劉 丹  | 高永泰 | 孤寒泰（林中豹的專稱） 原名高锋 永泰高貿易公司董事長 高忠榮、關可晴之父 關玉嫦前夫 於第16集被高忠荣指使劉孝輝刺杀身亡 |
| 黃德斌 | 高忠榮 | 本劇終極大反派 水貨車行老闆 高永泰之子 關可晴同父異母之兄 劉孝輝之好友 于第13集因詐騙保險金而入獄一年 於第16集在狱中指使劉孝輝殺害高永泰 于第18集在狱中指使劉孝輝殺害關可晴，并指使其杀害熊朗荞未遂，并出狱 于第20集因教唆殺人罪被判處終身監禁 少年由楊家盛飾演 |
| 黃鳳   | 娥 姐  | 高家下人 |

### 永泰高貿易公司
| 演員   | 角色   | 暱稱/關係 |
| 劉 丹  | 高永泰 | 董事長 參見高家 |
| 黃智賢 | 何國祥 | KC 高永泰之助手 |
| 洪天明 | 劉孝輝 | 漏口辉 水貨車行職員→律師行辦公室助理 高忠榮之好友 關可晴之男友，後分手 於第16集受高忠荣指使杀害高永泰 於第18集受高忠荣指使杀害关可晴及杀害熊朗荞未遂，并嫁祸熊朗荞为杀害关可晴的凶手 於第20集因謀殺罪被判處終身監禁 |
| 黃樂兒 | Linda  | 秘書 |
| 莊狄生 |        | 職員 |
| 招石文 | 阿 梁  | 職員 |

### 成偉信大律師辦事處
| 演員   | 角色   | 暱稱/關係                              |
| 馬浚偉 | 成偉信 | Wilson、大Dee 事務律師→大律師 參見成家 |
| 何偉業 | Jason  | 成偉信之助手                           |
| 馬貫東 | Ronald | 職員                                   |
| 林影紅 | Polly  | 職員                                   |

### 其他演員
| 演員   | 角色         | 暱稱/關係 |
| 高鈞賢 | Stanley      | 成偉信舊同學 曾追求熊朗蕎                                                                                     |
| 李天翔 | 蒲英達       | 葡撻 熊朗蕎前男友                                                                                             |
| 宋熙年 | 戴美欣       | Cherry 熊朗蕎好友                                                                                             |
| 劉家輝 | 林中豹       | 泊車豹（高永泰的專稱） 黑社會頭目，代客泊車出身 高永泰、高忠榮之天敵 於第20集被大舊插贓嫁禍藏毒               |
| 陳智燊 | 明           | 關可晴下屬 |
| 韓馬利 | 何 歡        | 熊朗蕎、欣之房東 崔金漢之情婦                                                                                 |
| 葉翠翠 | Alice        | 律師 成偉信好友，曾被熊朗蕎誤會為其女友 第19集為成偉信及熊朗蕎證婚                                            |
| 冼灝英 | 大 舊        | 黑社會成員 林中豹之手下，後反目 於第20集被高忠榮收買插贓嫁禍林中豹                                            |
| 余子明 | 岑 公        | 黑社會頭目 林中豹之老大 高永泰好友                                                                            |
| 梁政珏 | 雪           | 林中豹之女 因小時候誤服海洛英而導致心智只得8歲                                                                |
| 李鴻   | 李新華       | 大律師 成偉信師父 關可晴代表律師                                                                              |
| 邵卓堯 | 波           | 高永泰司機 |
| 王德基 | Ben          | 水貨車行職員 高忠榮之下屬                                                                                     |
| 陳志健 |              | 林中豹之手下                                                                                                  |
| 趙樂賢 |              | 林中豹之手下                                                                                                  |
| 何俊軒 |              | 林中豹之手下                                                                                                  |
| 顏桂洲 |              | 林中豹之手下                                                                                                  |
| 黃俊伸 | CID          | （第3、9、12、16集）                                                                                          |
| 裘卓能 | CID          | （第3、9、12、16集）                                                                                          |
| 鍾鈺精 | CID          | （第9集） |
| 蕭徽勇 | CID          | （第10集） |
| 賀文傑 | CID          | （第17集） |
| 蘇麗明 | CID          | （第17集） |
| 羅天池 | CID          | （第17、20集）                                                                                                |
| 黎桐康 | CID          | （第20集） |
| 李偉健 | CID          | （第20集） |
| 謝卓言 | 家 豪        | CID（第17、20集）                                                                                             |
| 李穎芝 | 美 女        | 高忠榮之女伴（第1、19-20集）                                                                                  |
| 徐 萌  | 美 女        | 高忠榮之女伴（第1集）                                                                                         |
| 吳綺珊 | 美 女        | 林中豹之女伴（第5集）                                                                                         |
| 岑寶兒 | 美 女        | 高忠榮之女伴（第11集）                                                                                        |
| 張韋怡 | 美 女        | 高忠榮之女伴（第11、19-20集）                                                                                 |
| 陸駿光 | 全           | 蒲英達之手下（第1、3集）                                                                                      |
| 劉天龍 | 雄           | 蒲英達之手下（第1、3集）                                                                                      |
| 李子奇 | 趙 英        | 死禿鷹 「永正保安有限公司」老闆 無理解僱劉志華（第1集）                                                       |
| 鄺佐輝 | 劉志華       | 痔瘡華 控告「永正保安有限公司」無理解僱（第1集）                                                              |
| 魏惠文 | 鄧炳權       | 玩具商人 高永泰之客戶 把高永泰提供給店舖的冷氣機拿回家使用 被自己購買的冷氣機燒傷而冤枉高永泰，要求他作出賠償 |
| 寧 進  |              | 鄧炳權之員工（第2-3集）                                                                                       |
| 陳勉良 | 標 叔        | 「大發商場」清潔人員（第2集）                                                                                 |
| 潘冠霖 | Sales        | 手袋店職員（第2集）                                                                                           |
| 沈愛琳 |              | 女客人（第2集）                                                                                               |
| 湯俊明 | 保 安        | 「大發商場」保安（第2、16集）                                                                                 |
| 蔡曜力 |              | 「H2電訊」客人（第2集）                                                                                       |
| 黃文迪 | 男 子        | 餐廳客人（第2集）                                                                                             |
| 頌 誼  | 女 子        | 餐廳客人（第2集）                                                                                             |
| 戴耀明 | Simon        | 熊朗蕎、欣之上司（第2集）                                                                                     |
| 江梓瑋 |              | 茶餐廳伙記（第3集）                                                                                           |
| 侯建民 |              | 茶餐廳伙記（第3集）                                                                                           |
| 張穎康 | 大頭仔       | 「大發商場」清潔人員 因工作時跌倒而導致癱瘓 後獲劉孝輝扶起（第3-4集）                                         |
| 張漢斌 |              | 物理治療師（第3-4集）                                                                                         |
| 許碧姬 |              | 鄧炳權之母（第3集）                                                                                           |
| 單俊偉 |              | 泰拳教練（第3集）                                                                                             |
| 岑潔儀 | Ruby         | 曾與高永泰約會（第4-5集）                                                                                     |
| 姚浩政 |              | 律師行職員（第4集）                                                                                           |
| 朱維德 | 崔金漢       | 崔太之夫 何歡之情夫 第4集去世（第4集）                                                                        |
| 馮素波 | 崔 太        | 崔金漢之妻（第4-5集）                                                                                         |
| 李漫芬 | 大新袍       | 崔金漢、崔太之長媳 梁振輝之妻（第4-5集）                                                                      |
| 梁振輝 |              | 崔金漢、崔太之長子 李漫芬之夫（第4-5集）                                                                      |
| 杜 港  |              | 崔金漢、崔太之幼子（第4-5集）                                                                                 |
| 許明志 | 泊車仔       | （第5集） |
| 易智遠 | 日本通       | 向高忠榮推銷竹炭產品（第5集）                                                                                 |
| 柯 嵐  | 古惑仔       | 被高忠榮收買去恐嚇租戶（第5集）                                                                               |
| 趙國東 | 古惑仔       | 被高忠榮收買去恐嚇租戶（第5集）                                                                               |
| 傅劍虹 | Conrad       | 成偉信之大學同學 Vivien之男友（第5集）                                                                        |
| 黃彥欣 | Vivien       | Conrad之女友（第5集）                                                                                         |
| 張達倫 | Desmond      | 成偉信之大學同學（第5集）                                                                                     |
| 羅泳嫻 | Astrid       | 成偉信之大學同學（第5集）                                                                                     |
| 何慶輝 | Trevor       | 成偉信之大學同學（第5集）                                                                                     |
| 葉凱茵 | Christine    | 言語治療師 成偉信之同學（第5-6集）                                                                            |
| 沈震軒 |              | 拳館館主（第5集）                                                                                             |
| 區靄玲 |              | 酒店清潔員 在酒店房設置相機捉高永泰黃腳雞（第5集）                                                            |
| 鄭詠謙 |              | 酒店餐廳侍應（第5集）                                                                                         |
| 黃得生 |              | 酒樓侍應（第6集）                                                                                             |
| 徐玟晴 |              | 化驗所職員（第6、17集）                                                                                       |
| 黃 瑩  | 索 女        | 被林中豹收買，勾引高忠榮（第7集）                                                                             |
| 王維德 |              | 索女丈夫 被林中豹收買（第7集）                                                                                |
| 楊瑞麟 | 醫 生        | 高永泰之主診醫生（第7集）                                                                                     |
| 林秀怡 | 護 士        | （第7集） |
| 江富強 | 叠碼仔       | 曾向熊朗蕎追債（第8集）                                                                                       |
| 郭卓樺 | 叠碼仔       | 曾向熊朗蕎追債（第8集）                                                                                       |
| 游 颷  |              | 餐廳經理（第8集）                                                                                             |
| 鄭家俊 |              | 餐廳樂師（第8集）                                                                                             |
| 呂 熙  |              | 餐廳樂師（第8集）                                                                                             |
| 張國洪 |              | 餐廳侍應（第8集）                                                                                             |
| 蕭凱欣 | Apple        | 「Phone潮地帶」職員 熊朗蕎之下屬（第9集）                                                                     |
| 鄭世豪 | Paul         | 高忠榮之朋友（第9集）                                                                                         |
| 卓 躒  | Noel         | 高忠榮之朋友（第9集）                                                                                         |
| 趙敏通 | Malvin       | 高忠榮之朋友 Olive之男友（第9集）                                                                             |
| 林婉霞 | Katie        | 樂壇新晉天后 鞋王太子之女友（第9集）                                                                            |
| 葉婷芝 |              | Katie之保姆（第9集）                                                                                          |
| 鍾建文 | Ken          | 記者 戲弄成偉信（第9-11、17集）                                                                               |
| 楊潮凱 |              | 記者（第9、11、17集）                                                                                         |
| 陳建文 |              | 「霍柯趙律師行」職員 代表律師行向高忠榮發出禁制令（第9集）                                                    |
| 王致迪 | Dan          | 高忠榮之朋友 與林中豹勾結（第9集）                                                                            |
| 周麗欣 | Olive        | Malvin之男友（第9集）                                                                                         |
| 楊證樺 |              | 鞋王太子爺 Katie之男友（第9集）                                                                               |
| 關浩揚 |              | 酒吧客人（第9集）                                                                                             |
| 李 豪  |              | 酒吧客人（第9集）                                                                                             |
| 李啟傑 | 私家偵探     | 受熊朗蕎指示調查林中豹（第10集）                                                                              |
| 杜思娜 |              | 雪之看護（第10集）                                                                                            |
| 陳狄克 | 輝 父        | 劉孝輝之父，後反目（第10集）                                                                                  |
| 陳嘉露 |              | 新聞報道員（第11集）                                                                                          |
| 徐詩敏 |              | 新聞報道員（第11集）                                                                                          |
| 孫慧雪 |              | 便利店店員（第11、13集）                                                                                      |
| 郭德信 | 李醫生       | 高永泰之主診醫生（第12集）                                                                                    |
| 李家鼎 | 大蛇超       | 林中豹之同黨（第12集）                                                                                        |
| 鄭家生 | 張寶發       | 時裝店職員 高永泰之租戶（第13集）                                                                             |
| 鍾 煌  |              | 旅行社職員（第13集）                                                                                          |
| 林遠迎 | 馬 生        | Richard 富域銀行貨款部經理 高永泰之客戶（第14集）                                                             |
| 陳珈穎 |              | 酒吧女侍應（第14集）                                                                                          |
| 陳宛蔚 | 靚女客人     | 酒吧客人（第14集）                                                                                            |
| 溫尚儒 |              | 律師樓職員（第15集）                                                                                          |
| 陳蔚而 | Mary         | 律師樓職員（第15集）                                                                                          |
| 曾健明 | 父 親        | 機場路人 曾慧雲之夫 蔣家旻之父（第15集）                                                                      |
| 曾慧雲 | 母 親        | 機場路人 曾健明之妻 蔣家旻之母（第15集）                                                                      |
| 蔣家旻 | 女 兒        | 機場路人 曾健明、曾慧雲之女（第15集）                                                                         |
| 張松枝 | 梁主管       | 負責高永泰喪禮接待（第17集）                                                                                  |
| 黎栢麟 |              | 侍應（第17集）                                                                                                |
| 魏焌皓 |              | 李新華之助手（第17-18集）                                                                                     |
| 鍾志光 | 法 官        | 負責高永泰遺囑訴訟（第17-18集）                                                                               |
| 周寶霖 | 文 員        | 法庭文員（第17-18集）                                                                                         |
| 陳 爽  | 莎 莎        | 鋼管舞女郎 熊朗蕎之舊同事（第18集）                                                                           |
| 霍健邦 |              | 鍾律師之助手（第18集）                                                                                        |
| 羅鈞滿 |              | 成立仁之助手（第18集）                                                                                        |
| 葉 暐  |              | 高忠榮之保鏢（第19集）                                                                                        |
| 林淑敏 | 女犯人       | （第19集） |
| 凌禮文 | 老廟祝       | （第20集） |
| 高俊文 | 控方代表     | （第20集） |
| 張笑千 | 審裁小組成員 | （第20集） |

## 記事
- 2009年7月20日：此劇於12:30在將軍澳電視廣播城一廠外灰位舉行試造型記者會。
- 2009年8月21日：此劇於16:00在將軍澳電視廣播城十三廠進行拜神儀式。
- 2009年9月7日：此劇一名 33歲梁姓男助導確診豬流感，無綫即時進行全廠消毒。
- 2009年9月11日：此劇再有一名攝影師確診豬流感。
- 2009年10月6日至10月11日：劇組在澳門拍攝外景。
- 2010年12月12日：此劇於14:00在鑽石山龍蟠街3號荷里活廣場一樓明星廣場舉行《誘情轉駁》之“誘惑魅力哄全城”宣傳活動。
- 2010年12月24日：由於播映《囧探查過界》兩小時大結局，本劇暫停播映。
- 2011年1月2日：此劇於12:30在將軍澳新都城中心二期1樓中庭舉行《誘情轉駁》之“千轉萬駁迎新歲”宣傳活動。
- 2011年1月7日：此劇於晚上20:30至22:30播映兩小時大結局。

## 收視
以下為本劇於香港無綫電視翡翠台、高清翡翠台及广州地区之收視紀錄：
| 週次 | 集數  | 日期                    | 平均收視 | 最高收視 | 百分比 | 广州省网 | 广州市网 | 广州收视合计 |
| 1    | 01-05 | 2010年12月13日-12月17日 | 27點     | 31點     | 90%    | 4        | 5.78     | 9.78         |
| 2    | 06-09 | 2010年12月20日-12月23日 | 28點     |          | 88%    | 3.73     | 5.34     | 9.07         |
| 3    | 10-14 | 2010年12月27日-12月31日 | 27點     |          | 86%    | 4.12     | 4.78     | 8.90         |
| 4    | 15-20 | 2011年1月3日-1月7日     | 29點     |          | 88%    | 4.68     | 5.44     | 10.12        |

## 軼事
- 此劇是陳法拉首次擔正第一女主角的電視劇。
- 此劇是馬浚偉、陳法拉繼《舞動全城》、《金石良緣》、《蒲松齡》後第四度合作。
- 此劇是陳法拉、李思捷繼《法證先鋒》、《原來愛上賊》、《有營煮婦》、《秋香怒點唐伯虎》後第五度合作，而洪天明亦有參演《有營煮婦》。
- 此劇是黃德斌繼《離島特警》、《鑑證實錄II》、《刑事偵緝檔案IV》、《陀枪师姐III》、《ID精英》後第六度飾演反派。
- 此劇之第1集劇情講述馬浚偉飾演之成偉信一家人往澳門遊玩，劇中場景包含澳門不同旅遊勝地，甚至對白中包含了當地公共交通及飲食文化，結果被網友們批評該集完全是「澳門旅遊特輯」。

## 相關
- 《誘情轉駁》造型新聞1 （页面存档备份，存于）
- 《誘情轉駁》造型新聞2 （页面存档备份，存于）
- 蒙嘉慧角色介紹 （页面存档备份，存于）
- 陳法拉角色介紹 （页面存档备份，存于）
- 李思捷角色介紹 （页面存档备份，存于）
- 黃德斌角色介紹 （页面存档备份，存于）